# David Raynal

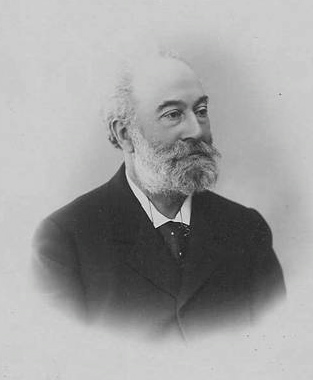
David Raynal, Datierung unbekannt

David Raynal (* 26. Juli 1840 in Paris; † 28. Januar 1903 in Paris) war ein französischer Unternehmer und Politiker. Vom September 1880 bis zum Januar 1882 und vom Februar 1883 bis zum April 1885 war er Minister der Öffentlichen Arbeiten, vom September 1893 bis zum Mai 1894 Innenminister seines Landes.

## Leben und Beruf
David Raynal entstammte einer jüdischen Familie und betätigte sich schon in jungen Jahren in verschiedenen Unternehmen. Nach einigen Jahren im Dienste der Südbahn, wo er auch Charles de Freycinet kennenlernte, wurde Raynal 1862 Mitbegründer der Reederei Astruc & Raynal in Bordeaux. Während des Deutsch-Französischen Krieges arbeitete er im Generalstab.

## Politische Karriere
Seit 1874 beteiligte sich Raynal als Generalrat an der regionalen Selbstverwaltung im Département Gironde, im folgenden Jahr kandidierte er bei einer notwendig gewordenen Nachwahl erfolglos für die Abgeordnetenkammer. Bei der nächsten regulären Wahl im April 1879 gelang dann der Sprung ins Parlament, wo sich Raynal zur Republikanischen Linken (Léon Gambetta) hielt. Nach dessen Tod rückte er politisch weiter in die Mitte. Dieses Mandat nahm er bis zu den Senatswahlen im Januar 1897, als er in die erste Kammer wechselte, wahr. Im September 1880 wurde Raynal als Staatssekretär im Ministerium der Öffentlichen Arbeiten erstmals Mitglied einer Regierung (Kabinett Ferry (1.)). Nach rund zwei Wochen im Amt trat der neu ernannte Minister zurück und Raynal rückte auf. Er behielt dieses Amt auch in der Regierung Gambetta, musste jedoch mit dieser zusammen im Januar 1882 zurücktreten. Als Ferry im Februar 1883 wieder an die Spitze der Regierung trat, kehrte auch Raynal ins Ministerium zurück. Die Ergebnisse seines Handelns als Minister, insbesondere die Ausgestaltung der Verträge mit den sechs großen Eisenbahngesellschaften des Landes, waren so umstritten, dass diese in der Presse zum Teil als „Schurkenverträge“ bezeichnet wurden. Als Abgeordneter widmete sich der überzeugte Freihändler in der Kammer wie später im Senat vor allem Haushalts- und Wirtschaftsfragen: Die Entwicklung der Handelsmarine fand ebenso seine Aufmerksamkeit wie die Erarbeitung eines neuen Zolltarifs. Ab 1887 war er für einige Zeit Fraktionsvorsitzender der Union der Linken. Diesem starken innerparteilichen Gewicht hatte er auch sein letztes Ministeramt im Kabinett Perier zu verdanken.

## Sonstiges
In Bordeaux existiert zu seinem Andenken eine Rue David Raynal.